# العلاقات الباكستانية الكمبودية
العلاقات الباكستانية الكمبودية هي العلاقات الثنائية التي تجمع بين باكستان وكمبوديا.

## مقارنة بين البلدين
هذه مقارنة عامة ومرجعية للدولتين:
| وجه المقارنة                                              | باكستان                     | كمبوديا                   |
| --------------------------------------------------------- | --------------------------- | ------------------------- |
| المساحة (كم2)                                             | 881.91 ألف                  | 181.03 ألف                |
| عدد السكان (نسمة)                                         | 197.02 مليون                | 16.01 مليون               |
| الكثافة السكانية (ن./كم²)                                 | 223.4                       | 88.44                     |
| العاصمة                                                   | إسلام آباد                  | بنوم بنه                  |
| اللغة الرسمية                                             | لغة إنجليزية، اللغة الأردية | اللغة الخميرية            |
| العملة                                                    | روبية باكستانية             | ريال كمبودي، دولار أمريكي |
| الناتج المحلي الإجمالي (بليون دولار)                      | 304.95 مليار                | 22.16 مليار               |
| الناتج المحلي الإجمالي (تعادل القوة الشرائية) بليون دولار | 946.67 مليار                | 54.37 مليار               |
| الناتج المحلي الإجمالي الاسمي للفرد دولار أمريكي          | 1.43 ألف                    | 1.16 ألف                  |
| الناتج المحلي الإجمالي للفرد دولار أمريكي                 | 4.81 ألف                    | 3.26 ألف                  |
| مؤشر التنمية البشرية                                      | 0.538                       | 0.555                     |
| رمز المكالمات الدولي                                      | +92                         | +855                      |
| رمز الإنترنت                                              | .pk                         | .kh                       |
| المنطقة الزمنية                                           | ت ع م+05:00                 | ت ع م+07:00               |

## منظمات دولية مشتركة
يشترك البلدان في عضوية مجموعة من المنظمات الدولية، منها:
| علم المنظمة | اسم المنظمة                                                | تاريخ انضمام باكستان | تاريخ انضمام كمبوديا |
| ----------- | ---------------------------------------------------------- | -------------------- | -------------------- |
|             | وكالة ضمان الاستثمار متعدد الأطراف                         | 12 أبريل 1988        | 1 ديسمبر 1999        |
|             | منظمة الشرطة الجنائية الدولية                              | ?                    | ?                    |
|             | منظمة حظر الأسلحة الكيميائية                               | ?                    | ?                    |
|             | منظمة التجارة العالمية                                     | ?                    | ?                    |
|             | الفريق المعني برصد الأرض                                   | ?                    | ?                    |
|             | الأمم المتحدة                                              | 30 سبتمبر 1947       | 14 ديسمبر 1955       |
|             | العملية المشتركة للاتحاد الأفريقي والأمم المتحدة في دارفور | ?                    | ?                    |
|             | منتدى آسيان الإقليمي ‏                                      | ?                    | ?                    |
|             | مؤسسة التمويل الدولية                                      | 20 يوليو 1956        | 26 مارس 1997         |
|             | يونسكو                                                     | 14 سبتمبر 1949       | 3 يوليو 1951         |
|             | بنك التنمية الآسيوي                                        | 1966                 | 1966                 |
|             | البنك الدولي للإنشاء والتعمير                              | 11 يوليو 1950        | 22 يوليو 1970        |
|             | المركز الدولي لتسوية المنازعات الاستشارية                  | 15 أكتوبر 1966       | 19 يناير 2005        |
|             | الاتحاد البريدي العالمي                                    | ?                    | ?                    |
|             | الاتحاد الدولي للاتصالات                                   | 26 أغسطس 1947        | 10 أبريل 1952        |

## وصلات خارجية
- موقع وزارة الخارجية الباكستانية
- موقع وزارة الخارجية الكمبودية